# Fairview (comté de Westchester, New York)
Pour les articles homonymes, voir Fairview.
Fairview est une census-designated place du comté de Westchester, dans l'État de New York, aux États-Unis,. En 2020, elle compte une population de 3 217 habitants.